# Gajówka Jastrzębia
Gajówka Jastrzębia – osada leśna w Polsce położona w województwie mazowieckim, w powiecie białobrzeskim, w gminie Promna.
W latach 1975–1998 miejscowość należała administracyjnie do województwa radomskiego.